# Schwarzer Wimpelfisch
Der Schwarze Wimpelfisch (Heniochus varius, Syn.: Taurichthys varius, Taurichthys viridis, Taurichthys bleekeri), auch Brauner Wimpelfisch genannt, ist eine Art aus der  Familie der Falterfische.

## Merkmale
Der Schwarze Wimpelfisch erreicht eine Maximallänge von 19 Zentimetern.
Charakteristisch für ausgewachsene Schwarze Wimpelfische sind zwei deutlich erkennbare Höcker oberhalb ihren Augen sowie eine markante Ausstülpung auf der Stirn. Der vordere Teil der Rückenflosse juveniler Tiere ist zu einer langen weißen Fahne ausgezogen, die sich im Verlauf der Entwicklung zum ausgewachsenen Tier jedoch wieder zurückbildet. Dadurch erhalten Schwarze Wimpelfische die für Falterfische typische volle Form. Bis auf zwei weiße, dünne Bänder ist ihr Körper braun-schwarz gefärbt. Eins dieser weißen Bänder schließt sich an den Kopf an und das zweite weiße Band verläuft vom hartstrahligen Teil der Rückenflosse zum Ansatz der Schwanzflosse. Durch diese beiden weißen Bänder entsteht ein braunes Dreieck auf dem Körper. Ihre Rückenflosse setzt sich aus 11 Hartstrahlen und 22–25 Weichstrahlen zusammen, während die Afterflosse aus 3 Hartstrahlen und 17–18 Weichstrahlen besteht.

## Verbreitung und Lebensweise
Das Verbreitungsgebiet des Schwarzen Wimpelfischs erstreckt sich über weite Teile des Indopazifiks: Von Indonesien bis nach Polynesien sowie von Südjapan bis nach Neukaledonien. Außerdem kommt der Schwarze Wimpelfisch auch in den Riffen rund um die  Weihnachtsinsel vor. Im restlichen Indischen Ozean wird er durch den sehr ähnlichen Phantom-Wimpelfisch (Heniochus pleurotaenia) ersetzt (vikariierende Arten).
Der Schwarze Wimpelfisch hält sich überwiegend in flachen Lagunen und an äußeren Riffabhängen mit üppigem Korallenbewuchs auf, wo er von der Oberfläche abwärts bis in eine Tiefe von 30 Metern anzutreffen ist.

## Verhalten
Der Schwarze Wimpelfisch ist in der Regel ein Einzelgänger, kann jedoch auch paarweise und in kleinen Gruppen vorkommen. Er ernährt sich sowohl von  Korallenpolypen als auch von  in der Nähe des Bodens lebenden Wirbellosen. In der Fortpflanzungszeit sind Schwarze Wimpelfische paarweise anzutreffen.

## Taxonomie
Der Schwarze Wimpelfisch wurde zuerst als Taurichthys varius vom französischen Anatom Georges Cuvier formell beschrieben, wobei als Typenfundort die  indonesische Insel Ambon angegeben wurde.

## Gefährdung
In einigen Gegenden werden Schwarze Wimpelfische für den Aquarienhandel gefangen, was jedoch keine schwerwiegenden Auswirkungen auf die Population zu haben scheint. Die IUCN stuft den Schwarzen Wimpelfisch als nicht gefährdet ein.